# Pilulier

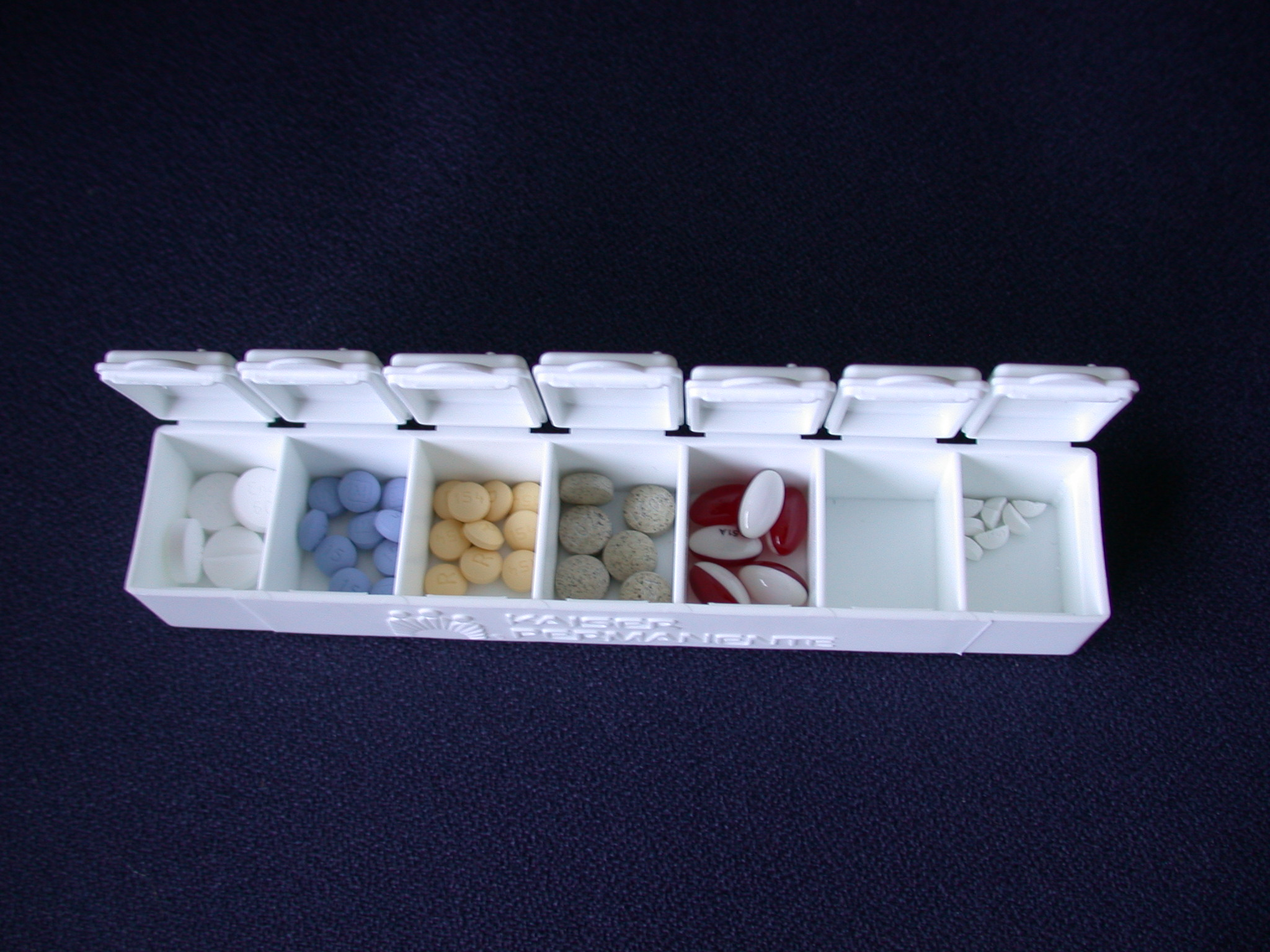
Un pilulier contenant différentes sortes de médicaments.

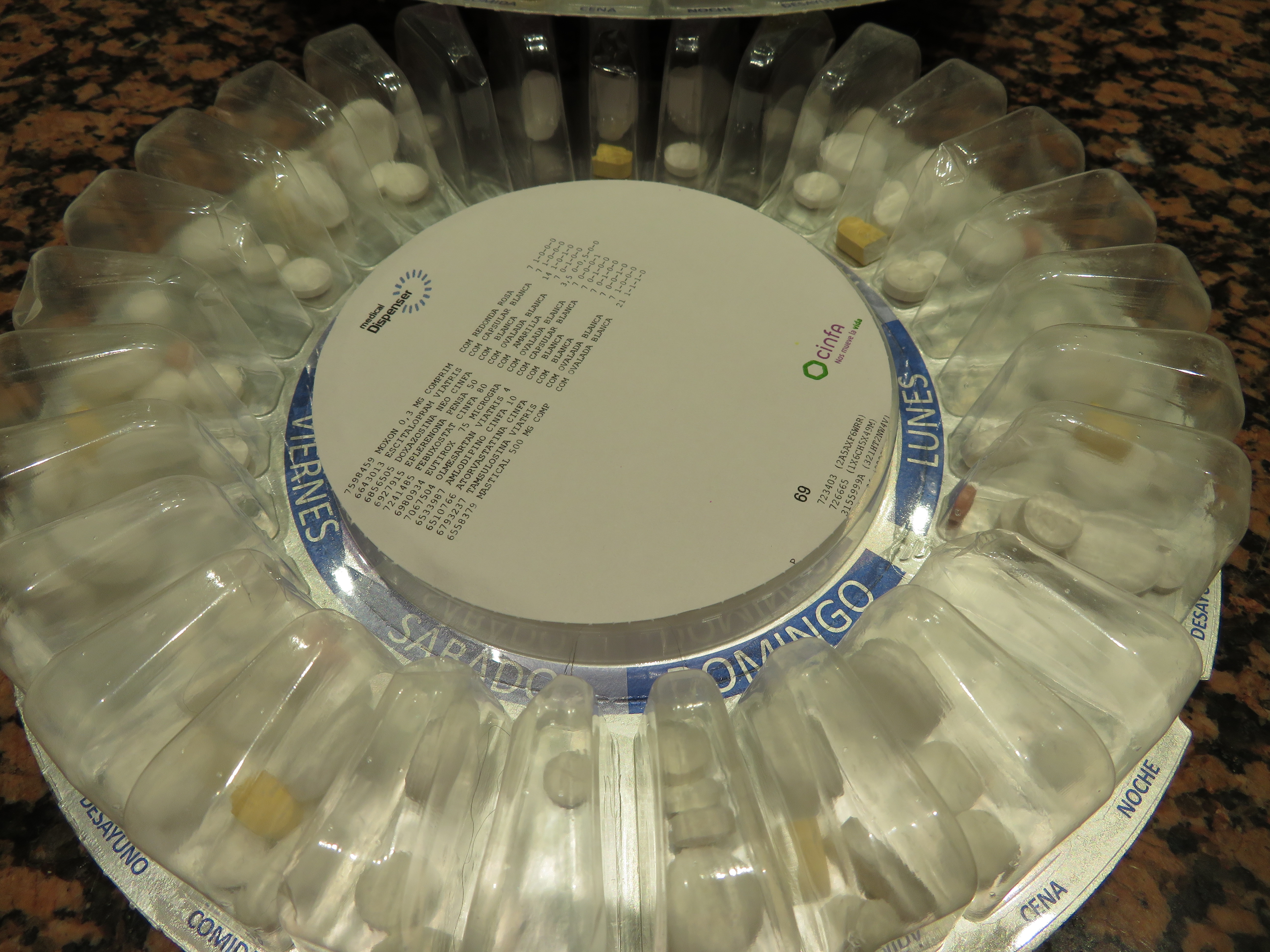
Pilulier pharmaceutique personnalisé, Espagne

Un pilulier, ou boîte à pilules, est un récipient servant généralement à stocker des doses précises de médicaments. Il peut également servir à stocker de petits objets.
Le pilulier électronique est celui qui peut émettre une alarme pour prévenir le patient qu'il doit prendre son traitement.  
Un pilulier connecté peut aussi émettre un signal pour prévenir un tiers de confiance de l'observance du traitement et signaler toute confusion de prise ou oubli. 